# Cubell escorredor domèstic
El cubell escorredor domèstic data de 1956 i és el primer dels models adaptats per Manuel Jalón.
Es tracta d'un cubell cilíndric metàl·lic que té un artefacte escorredor format per un rodet de fusta, fixat a la part superior del cubell, i un altre rodet mòbil que s'acciona mitjançant un pedal. El tiràs s'escorre fent-lo passar entre els dos rodets. El sistema és enginyós i senzill, però té el problema del pes considerable del cubell quan s'omple d'aigua i el perill que es bolqui en pressionar el pedal. Aquests problemes es van resoldre al cap d'uns anys en els models Nobel (1969) i Bravo, que van passar a ser galledes troncocòniques de plàstic que mantenien la tipologia d'escorredor de rodets. Aquests permetien una producció automàtica i massiva que en reduïa molt considerablement el cost.

## Història

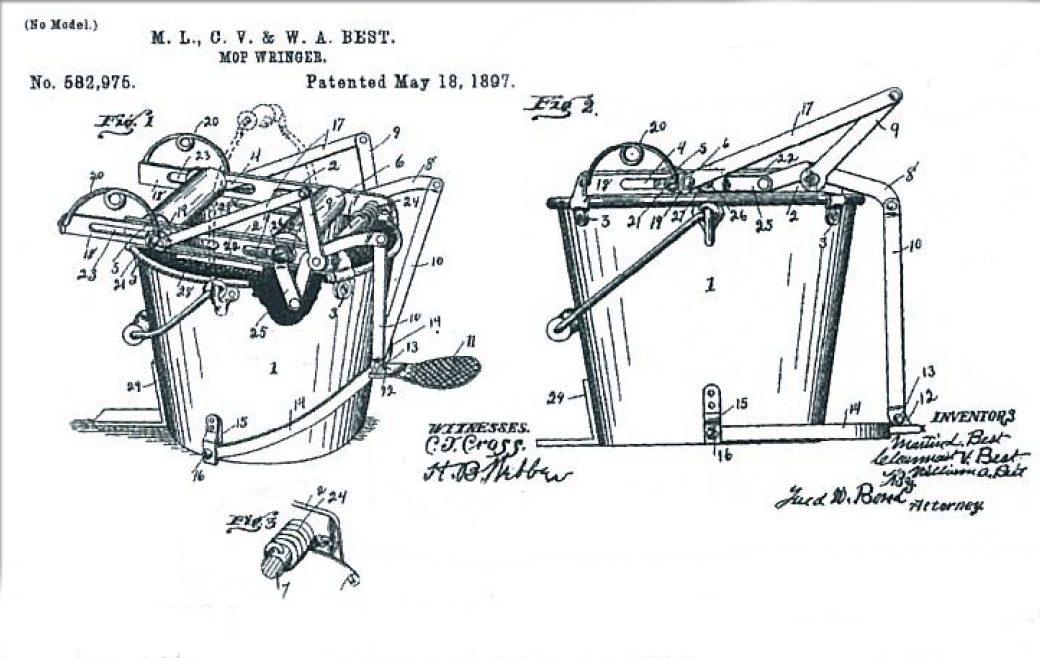
Cubell escorredor dels germans Best de 1897

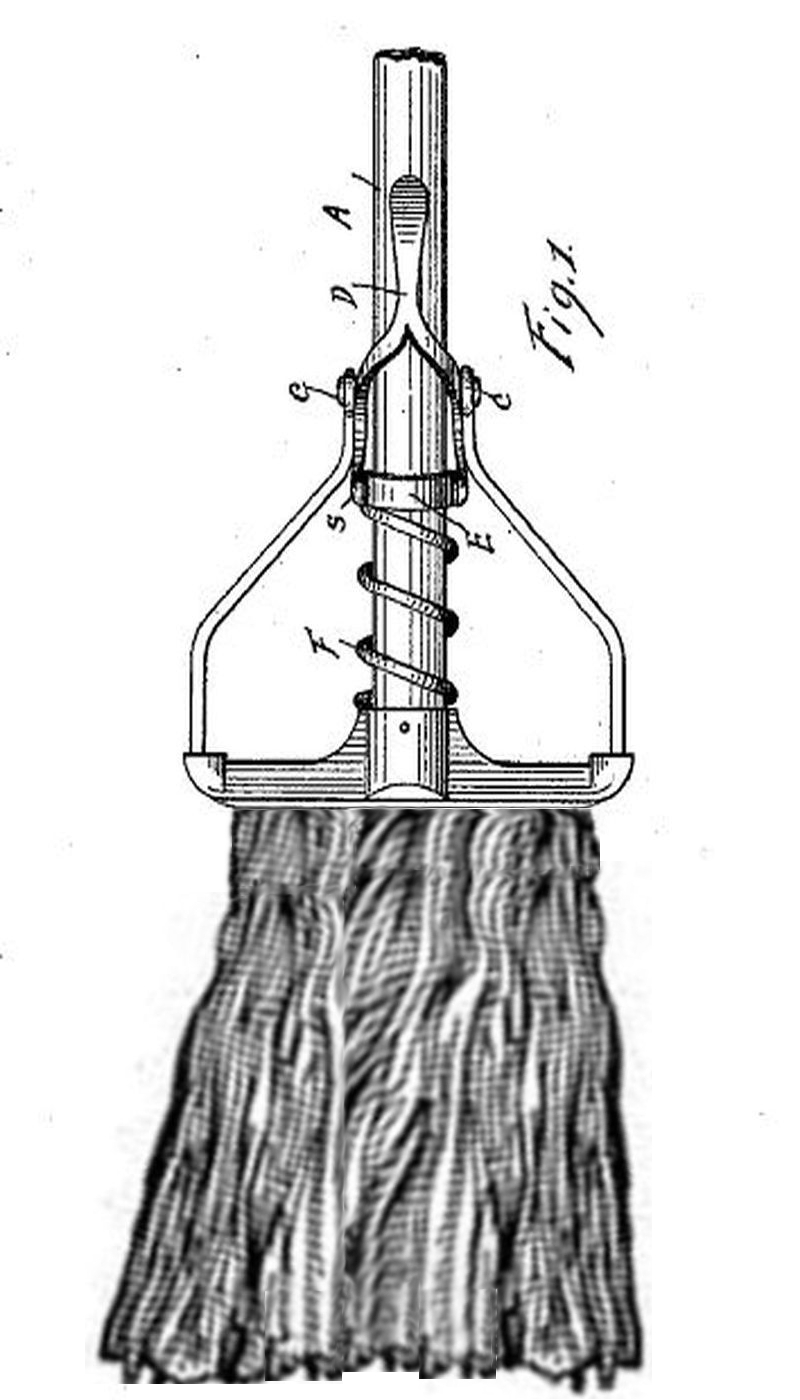
Pal de fregar de T. W. Stewart de 1893

Manuel Jalón Corominas, després de treballar 12 anys als EUA en el manteniment d'avions de reacció, tornant a Espanya va voler implantar la tecnologia que havia vist als EUA i va introduir a Espanya el mànec de fregar i el cubell escorredor. Va fabricar les primeres unitats inspirades en el model americà (amb cub metàl·lic i rodets) que posteriorment va modificar amb el con per regirar-hi els fils de cotó. Posteriorment, el 1964, va desenvolupar un model que va ser registrat com "patent d'invenció amb novetat internacional".
De Doméstico es va fer una primera sèrie de dues-centes unitats que es fabricaven artesanalment amb una producció diària d'una o dues unitats, en un petit taller de Saragossa. El problema de la disponibilitat de materials es resolia entre Barcelona (cubs metàl·lics), Manresa (procés de galvanització), Navarra (mànecs i rodets de fusta) i Bilbao (material metàl·lic).
Juntament amb el cubell escorredor, Manel Jalón va adaptar el disseny de T. W. Stewart (1893), i va comercialitzar el pal de fregar, format per un mànec cilíndric de fusta massissa, polida i envernissada, i una baieta de fibres de cotó. El trenat de les fibres era l'adequat per absorbir bé l'aigua i perquè no es desfilés ràpidament en fregar i escórrer. La unió entre el mànec i la baieta es resolia amb una gran pinça metàl·lica que permetia la utilització de recanvis, aquest sistema era idèntic al patentat per Thomas W. Stewart amb la US.Pat.# 499,402 el 13 de juny de 1893 com un "nou tipus de fixació per a Mops"(vegeu imatge)
Quan ambdós dissenys es van començar a comercialitzar el 1956, el primer gran problema que va sorgir va ser com convèncer els consumidors de la seva utilitat, i per això es realitzaven demostracions constantment a les fires de mostres i als aparadors dels comerços, així com revolucionàries estratègies de màrqueting que finalment els van convertir en líders de vendes a Espanya des de l'any 1958 a 1964. La dura competència del model Mery de l'industrial Joan Gunfaus Navarro va obligar a continuar la investigació cap a models més econòmics i eficaços, de manera que es van deixar de produir l'any 1967.

## Producció
- Manufacturas Rodex, SA, Saragossa, 1956-1967

## Presència a museus
Es conserva un exemplar del cubell al fons de la col·lecció del Museu del Disseny de Barcelona, d'ençà que es va incorporar el 2001 procedent d'una donació d'América Sánchez.